# 渠黎镇
渠黎镇，是中华人民共和国广西壮族自治区崇左市扶绥县下辖的一个乡镇级行政单位。

## 行政区划
渠黎镇下辖以下地区：
渠黎社区、联绥村、渠哆村、驮河村、新安村、岜桑村、布尧村、那勒村、弄平村、渠莳村、汪庄村、大陵村、蕾陇村、笃邦村、渠新村、必计村、渠凤村和中国东盟青年产业园社区。